# Hermann Dinkla

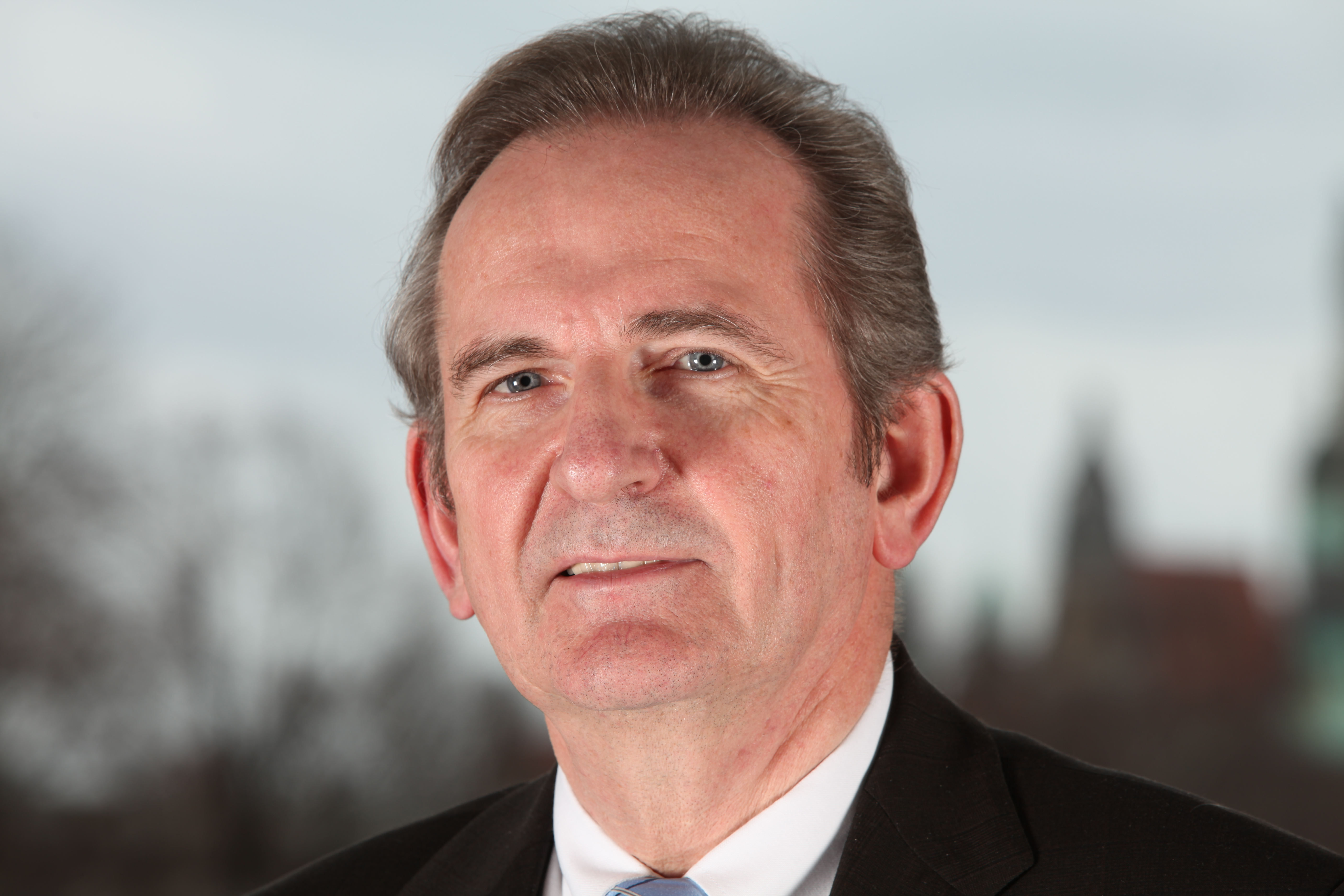
Hermann Dinkla im November 2009

Hermann Dinkla (* 22. Januar 1943 in Hage) ist ein deutscher Politiker der CDU. Er war von 2008 bis 2013 Präsident des 16. Niedersächsischen Landtags, dessen Mitglied er von 1994 bis 2013 war.
Hermann Dinkla erlernte zunächst den Beruf des Tischlers im väterlichen Betrieb. Seine Lehre schloss er als Tischlermeister ab. Er arbeitete als Betriebsleiter, bevor er über den zweiten Bildungsweg an der Universität Oldenburg von 1974 bis 1976 Gesellschaftslehre, Politik, Sozialkunde, Arbeitslehre und von 1976 bis 1979 Ökonomie studierte.
1972 trat Dinkla der CDU bei. Er war von 1994 bis 2013 Mitglied des niedersächsischen Landtages. Von 2003 bis 2008 war er stellvertretender Vorsitzender der CDU-Landtagsfraktion. Dinkla gehört zudem dem Landesvorstand der CDU in Niedersachsen an. Am 26. Februar 2008 wurde er zum Präsidenten des 16. Niedersächsischen Landtages gewählt. Bei der Landtagswahl 2013 trat er nicht wieder an. Mit dem Ende seiner Zeit als Landtagsabgeordneter schied Dinkla auch aus seinem Amt als Präsident des Landtags.
Dinkla lebt in Westerholt in Ostfriesland. Er ist verheiratet und hat drei Kinder.